# ラヴィーリ・ゲニアトゥーリン
ラヴィーリ・ファリートヴィチ・ゲニアトゥーリン（ロシア語: Равиль Фаритович Гениатулин、ラテン文字転写の例：Ravil Faritovich Geniatulin、1955年12月20日 - ）は、ロシアの政治家。チタ出身。2008年から2013年まで、ロシア極東のザバイカリエ地方知事。父はタタール人、母はロシア人。
1973年から1975年まで兵役に就く。兵役を終えた後、チタ大学に学ぶ。ソ連共産党に入党し、党機関で活動した。1991年チタ市長を経て、1996年チタ州知事に就任し、同時にロシア連邦議会上院連邦会議議員に選出された。2004年に60パーセントの得票率で再選されている。2007年ロシア下院選挙では与党統一ロシアの比例代表名簿に登載され当選した。
2008年2月5日ザバイカリエ地方知事に選出され、3月1日ザバイカリエ地方の正式発足とともに就任した。2013年3月1日、ザバイカリエ地方知事を退任。 